# Błaszków
Błaszków – wieś w Polsce położona w województwie świętokrzyskim, w powiecie koneckim, w gminie Stąporków.
W latach 1975–1998 miejscowość administracyjnie należała do województwa kieleckiego.
Na terenie wsi Błaszków, jak i ogólnie, w całym rozległym rejonie (Odrowąż, Samsonów, Stąporków, Końskie) występują gleby niskiej jakości, niesprzyjające rozwojowi rolnictwa. Okolice te obfitowały za to w rozległe lasy, występują tu lokalne złoża ubogich rud żelaza. Przez wieś płynie rzeka Czarna Konecka. Stwarzało to od dawna dogodne warunki do powstawania i rozwoju prymitywnej metalurgii.
Pierwsze zachowane wzmianki o osadzie pochodzą z końca XV wieku – znajdują się w dokumentach dotyczących kuźnic powstałych w tych okolicach: w Błaszkowie, Błotnicy, Czarnej, Duraczowie i kuźnicy Stąpor (według ówczesnej pisowni Stampor – prawdopodobnie chodzi o dzisiejszy Stąporków).
We wsi, na istniejącym stopniu wodnym, jeszcze po II wojnie funkcjonował młyn.
Wierni kościoła rzymskokatolickiego należą do parafii św. Jacka i św. Katarzyny w Odrowążu.

## Części wsi
| SIMC    | Nazwa    | Rodzaj    |
| ------- | -------- | --------- |
| 0271561 | Dworskie | część wsi |
| 0271578 | Kopanina | część wsi |
| 0271584 | Lusztyk  | część wsi |
| 0271590 | Sadzawki | część wsi |